# Kanton Sainte-Anne (Guadeloupe)
Der Kanton Sainte-Anne ist ein französischer Wahlkreis im Arrondissement Pointe-à-Pitre in der Region Guadeloupe.
Der Kanton wurde im Zuge der Neuordnung der französischen Kantone im Jahr 2015 neu geschaffen und umfasst einen Teilbereich der Gemeinde Sainte-Anne. Ein weiterer Teilbereich der Gemeinde gehört zum Kanton Saint-François.
Die Kantone Kanton Sainte-Anne-1 und Kanton Sainte-Anne-2 wurden aufgelöst.

## Gemeinden
- Sainte-Anne (Teilgebiet)